# Kilimani (Kondoa)
Kilimani è una circoscrizione (ward) della Tanzania situata nel distretto urbano di Kondoa, regione di Dodoma. Conta una popolazione di 9 629 abitanti (censimento 2022).